# Saint-Arnoult (Oise)
Saint-Arnoult település Franciaországban, Oise megyében. Lakosainak száma 202 fő (2022. január 1.). Saint-Arnoult Broquiers, Feuquières, Moliens, Monceaux-l’Abbaye, Mureaumont, Omécourt és Formerie községekkel határos.

## Népesség
A település népessége az elmúlt években az alábbi módon változott:
| Lakosok száma | 198  | 216  | 220  | 217  | 211  | 205  | 199  | 200  | 202  |
|               | 2013 | 2015 | 2016 | 2017 | 2018 | 2019 | 2020 | 2021 | 2022 |